# 탐욕의 제국
"탐욕의 제국"(The Empire of Shame)은 한국에서 제작된 홍리경 감독의 2012년 다큐멘터리 영화이다. 한혜경 등이 주연으로 출연하였고 문정현 등이 제작에 참여하였다.

## 출연

### 주연
- 한혜경
- 이윤정
- 정애정

### 조연
- 황상기
- 박민숙
- 김시녀
- 정희수

## 기타
- 조연출: 류승진
- 사운드: 김필수